# Bachschmerle
Die Bachschmerle (Barbatula barbatula, Syn.: Noemacheilus barbatulus), oft auch kurz Schmerle oder Bartgrundel genannt, ist ein europäischer Fisch. Er wurde bis etwa 1980 in die Fam. Cobitidae gestellt – dann kam man zu der Erkenntnis, dass er näher mit den Balitoridae verwandt sein müsse, die in Europa sonst nicht vorkommen. Die Bachschmerle ist in Deutschland 1984 zum Fisch des Jahres ernannt worden.

## Merkmale
Die Bachschmerle ist ein Bodenfisch. Der Körper weist eine rundliche Form und eine hellgraue Farbe mit leicht dunkleren Flecken auf. Sie besitzt sehr kleine Schuppen oder ist schuppenlos, hat dafür aber eine dicke Schleimhaut, über die sie wie der Schlammpeitzger auch einen Teil des Sauerstoffbedarfs decken kann. Sie verfügt ebenfalls über die Fähigkeit der Darmatmung. Am Maul besitzt sie 6 Barteln. Ihre Körpergröße liegt zwischen 8 und 12 cm, maximal 18 cm. Die Laichzeit erstreckt sich von März bis Juni, in einigen Populationen auch bis August. Dabei werden 2000 bis 3000 Eier mit einer Größe von ca. 1 mm abgelegt. Andere Quellen sprechen jedoch von nur 400 Eiern. Die Geschlechtsreife tritt nach 1–2 Jahren ein. Die Bachschmerle kann bis zu 8 Jahre alt werden.

## Verbreitung und Lebensraum
Die Bachschmerle bewohnt flache, schnell fließende Bäche und Flüsse am liebsten mit kiesigem bis sandigem Untergrund. Dabei bewohnt sie stationär bestimmte benthische Abschnitte, in denen sie sich tagsüber unter Steinen oder Wurzeln versteckt aufhält. Seltener ist die Bachschmerle auch in den Uferregionen klarer Seen zu finden. Wegen des hohen Nährwerts ist die Bachschmerle seit einigen Jahrzehnten in Mittel- und Osteuropa als Speisefisch bekannt.
Sie ist unempfindlicher als andere Kleinfischarten und kommt daher auch noch in Gewässern der Gewässergüteklasse 2–3 vor. Bei gröberen Gewässer-Verschmutzungen ist die Schmerle bald verschwunden – sie ist aber nach einer Verbesserung der Wasserqualität auch einer der ersten Fische, die das Gewässer wieder besiedeln. Dabei kann ihre Population um ca. 1,5 km pro Jahr vorrücken.

## Höhlenfisch-Population
Im April 2017 wurde die Entdeckung einer im verzweigten Höhlensystem des Aachtopfes im südlichen Baden-Württemberg vorkommenden Population der Bachschmerle bekannt gegeben. Es handelt sich um den ersten bekannten Höhlenfisch Europas. Wahrscheinlich kommen die Fische im gesamten, 250 Quadratkilometer großen Höhlensystem zwischen Aachtopf und der Donauversinkung vor. In Anpassung an das Leben in den lichtlosen Höhlengewässern sind die Tiere weitgehend pigmentlos und haben zurückgebildete Augen. Der horizontale Augendurchmesser liegt bei lediglich 6,6 bis 9,7 % der lateralen Kopflänge, während der entsprechende Augendurchmesser bei in oberirdischen Gewässern vorkommenden Bachschmerlen 16 bis 19 % der lateralen Kopflänge beträgt. Die Oberkieferbarteln sind dagegen länger, die hinteren Nasenöffnungen größer. Höhlenschmerlen sind vollkommen schuppenlos, ihre Seitenlinie reicht nur bis zu einem Punkt oberhalb der Afterflosse, während sie sich bei den oberirdischen Bachschmerlen bis auf den Schwanzstiel erstreckt.

## Lebensweise
Die nachtaktive Bachschmerle durchwühlt den Kies oder Sand nach Fressbarem. Sie sucht dabei vorwiegend nach organischen Abfällen, Insektenlarven, Kleinkrebsen, Egeln oder Schnecken. Auch Fischlaich wird nicht verschmäht.

## Sonstiges
Der Name Schmerle stammt aus dem Mittelhochdeutschen, dort steht „schmerl“ für fettig. Dies ist vermutlich auf die schleimige Haut zurückzuführen.- barbatula (lat.) bedeutet „die kleine Bebartete“ (von barba „Bart“); der alte Name Nemachilus oder (z. T. entstellt, z. T. aber richtiger) Noemacheilus bedeutete (aus dem Griech.) „Fadenlippe“.